# مانیانو
مانیانو (به ایتالیایی: Magnano) یک کومونه در ایتالیا است که در استان بیه‌لا واقع شده‌است.

## خصوصیات
مانیانو ۱۰٫۵ کیلومترمربع مساحت و ۳۸۷ نفر جمعیت دارد و ۵۴۳ متر بالاتر از سطح دریا واقع شده‌است.